# Eberhard III. (Württemberg, Graf)

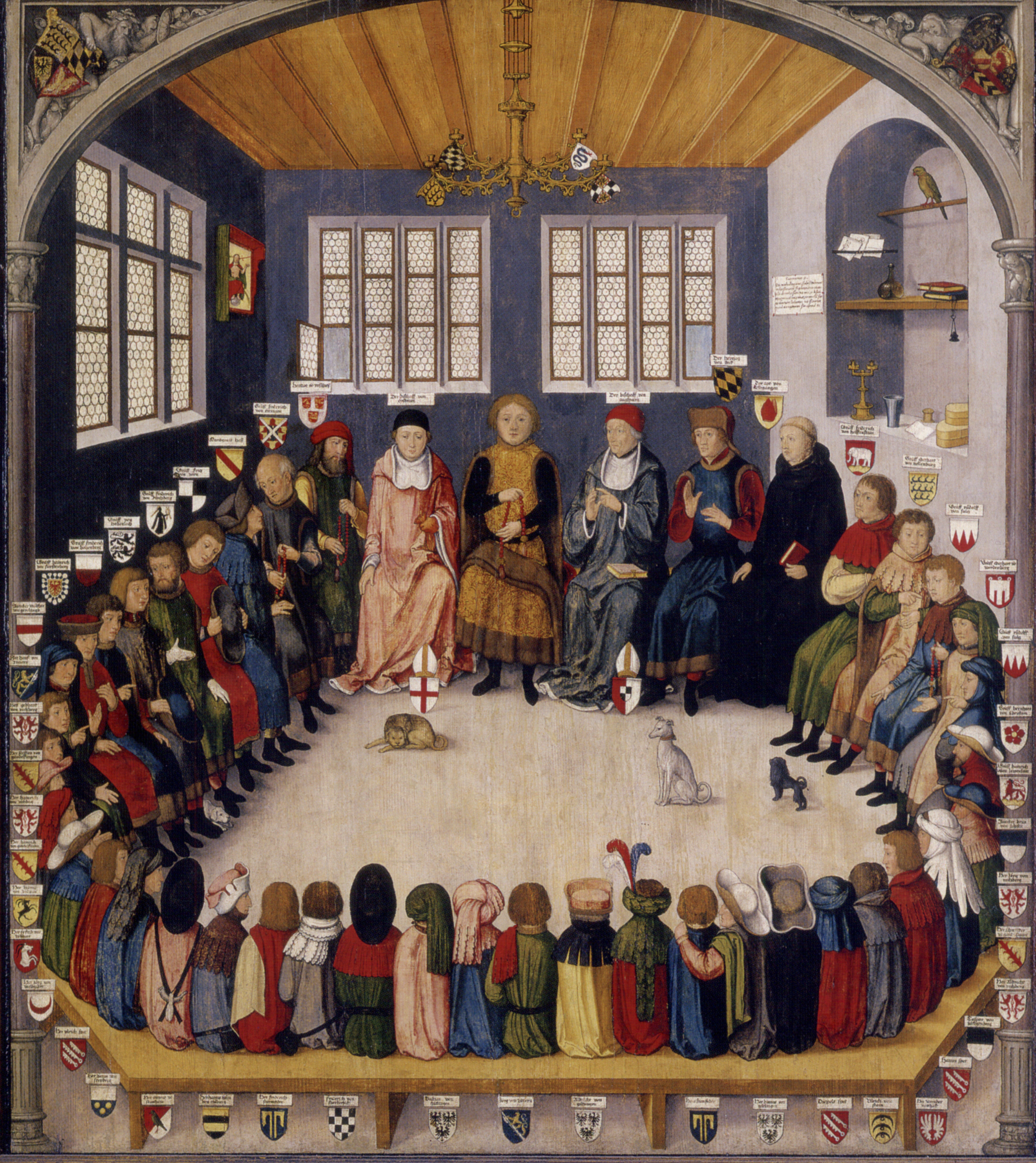
Eberhard III. und seine Räte

Eberhard III., genannt „der Milde“, (* nach 1362 vermutlich in Stuttgart; † 16. Mai 1417 in Göppingen) war Graf von Württemberg von 1392 bis 1417. Er war der Sohn Graf Ulrichs von Württemberg (* nach 1340; † 1388) und der Elisabeth von Bayern (* 1329; † 1402), Tochter Kaiser Ludwigs des Bayern.
Eberhard III. heiratete 1380 die Mailänderin Antonia Visconti, Tochter des dortigen Signoren Bernabò Visconti. Einziges überlebendes Kind aus dieser Ehe war der spätere Graf Eberhard IV.
Nach dem Tod Antonias am 26. März 1405 heiratete Eberhard Elisabeth von Nürnberg, die Tochter des Burggrafen Johann III. von Nürnberg (Eheabrede am 27. März 1406, Beilager erst 1412). Aus dieser Verbindung stammt die Tochter Elisabeth von Württemberg († 1476), verheiratet mit Graf Johann IV. von Werdenberg. Sie sind die Eltern des Augsburger Bischofs Johann II. von Werdenberg († 1486).
Eberhards Regierungszeit war geprägt durch eine friedenserhaltende Bündnispolitik mit den benachbarten Fürstenhäusern und Reichsstädten. Beispiele sind das am 27. August 1395 geschlossene Bündnis mit 14 oberschwäbischen Städten und der Marbacher Bund von 1405. Ein wichtiger militärischer Erfolg war der Sieg gegen den Schleglerbund 1395 bei Heimsheim. Die bedeutendste territoriale Erwerbung war die Grafschaft Mömpelgard, welche durch die Verlobung seines Sohnes, des späteren Grafen Eberhard IV., mit Henriette von Mömpelgard zustande kam. Henriette war die älteste und erbberechtigte Tochter des Grafen Heinrich von Mömpelgard. Eberhard III. regierte die Grafschaft Mömpelgard bis 1409 und übergab sie dann an seinen Sohn Eberhard IV.